# Thaw (album de Buckethead)
Pour les articles homonymes, voir Thaw.
Albums de Buckethead
Teeter Slaughter
(2013) Spiral Trackway
(2013)
Thaw, aussi connu sous le nom de Pike 20, est le 50e album de Buckethead et le 20e volume de la série « Buckethead Pikes »,. Il fut annoncé le 2 juillet 2013, en même temps que le volume précédent, Teeter Slaughter, en version limitée (300 exemplaires), sous forme d'un album à pochette vierge dédicacée et numérotée de 1 à 300 par Buckethead, pour une sortie attendue au 30 juillet 2013. Cependant, la publication de l'album fut repoussée au 5 août 2013.
Le 21 juillet 2014, une version numérique est offerte en ligne sur le site officiel de la série. Cette version contient alors un titre d'album, une pochette ainsi que les titres des pistes.
Une version standard a été annoncée, mais non concrétisée.

## Liste des titres
| 1.    | Thaw                 | 8:07 |
| 2.    | Melting Season       | 2:26 |
| 3.    | Room of Frozen Combs | 3:12 |
| 4.    | Kept in Batteries    | 2:46 |
| 5.    | Dry                  | 3:05 |
| 6.    | Fragmented           | 6:53 |
| 7.    | Dust Filter          | 2:15 |
| 8.    | In the Bin           | 1:54 |
| 9.    | Fountains in a Wire  | 1:32 |
| 32:19 |                      |      |

| Date            | Format            | Épuisé |
| --------------- | ----------------- | ------ |
| 5 août 2013     | Version limitée   | Oui    |
| 17 juillet 2014 | Version numérique | -      |
| -               | Version standard  | -      |